# Tessa Hennig: Elli gibt den Löffel ab
Elli gibt den Löffel ab ist ein deutscher Fernsehfilm von Edzard Onneken aus dem Jahr 2012, basierend auf dem gleichnamigen Buch. Bei dem in der Rubrik „Herzkino“ startenden ZDF-Sonntagsfilm handelt es sich um die Pilotfolge der Filmreihe Tessa Hennig, die zwischen 2012 und 2013 gesendet und einzig mit dem Film Mutti steigt aus fortgesetzt wurde.

## Handlung
Ellis geliebter Mann ist nun schon seit mehreren Jahren tot, und sie steht nun vor dem finanziellen Ruin. Als die 60-Jährige ein Brief von der italienischen Urlaubsinsel Capri erreicht, erfährt sie, dass sie dort Erbin einer kleinen Pension geworden ist, in der sie als Kind immer ihre Schulferien verbrachte. Sie will sich mit ihrem Wagen sofort nach Capri aufmachen, doch das Getriebe in ihrem Auto ist kaputt und so kommt sie nur bis kurz vor Rom. Zufällig trifft sie auf den Aussteiger Heinz, der mit einem Wohnmobil gerade in Italien unterwegs ist und sie bis Neapel mitnimmt. Als sie schließlich auf Capri ankommt, trifft Elli auf ihre ältere Schwester Dorothea, die ebenfalls einen Brief aus Italien bekommen hatte. Hier erfahren die Schwestern, dass der kürzlich verstorbene Pensionsbesitzer davon überzeugt war, dass Elli und Doro seine Kinder wären. Da es keine anderen Verwandten gibt, sollen sie die Pension erben, doch müssen sie die Verwandtschaft auch beweisen. Deshalb ruft Doro ihre Tochter an, damit sie die alten Liebesbriefe ihrer Mutter zu ihr bringt. Sie macht sich große Hoffnung auf die Pension und hat keinerlei Einsehen, dass ihre jüngere Schwester ebenfalls das Erbe antreten soll. Ein Streit entbrennt, bei dem es nicht nur um die Pension, sondern auch um das Liebesleben geht, denn Heinz ist Elli nach Capri nachgefahren, weil sie ihm nicht mehr aus dem Kopf geht. Er mag ihr verträumtes und romantisches Wesen, das ganz im Gegensatz zu der kühlen und nüchternen Doro steht. Die wiederum gönnt ihrer Schwester dieses Glück nicht so recht, weil Elli ihrer Meinung nach immer alles bekommen hätte, ohne sich dafür anstrengen zu müssen. Elli wäre alles zugefallen, wofür sie hart kämpfen musste. Und nun kämpft sie wieder: um die Pension. Nachdem Doros Tochter mit allen alten Briefen auf Capri angekommen ist, sucht deren Mutter unter den vielen Briefen nur den heraus, in welchem nur sie als einzige Tochter genannt wird. Sie verhandelt auch gleich mit dem potentiellen Käufer Roberto, der sich bei den Schwestern vom ersten Tage ihrer Ankunft an eingeschmeichelt hat. Doch Heinz hört zufällig ein Telefonat mit an aus dem hervorgeht, dass Roberto nicht so ganz ehrlich ist. Elli ist das aber inzwischen egal, weil Doro ihr gerade erklärt hat, dass sie die Alleinerbin wäre. Enttäuscht wendet sie sich Heinz zu, der sie ermutigt, nicht aufzugeben und so findet Elli anhand ihrer Blutgruppe heraus, dass sie doch Miterbin ist. Gemeinsam mit ihrer Nichte Anja macht sie Pläne, wie sie die Pension nutzen kann, anstatt zu verkaufen. Anja will die Pension weiter betreiben und hier als Köchin ihre Träume verwirklichen, was Elli unterstützen möchte. Doro ist aber völlig anderer Meinung und im Streit läuft Doro vor ein Auto. Zum Glück ist sie nur leicht verletzt, aber Doro macht der Unfall klar, dass es im Leben wichtigeres gibt als Geld und Karriere. Es gelingt ihr, sich mit Elli zu versöhnen und ihrer Schwester klarzumachen, dass Heinz sie mehr lieben würde, als sie „verdiene“. So verabschiedet sich Elli und reist mit Heinz und seinem Wohnmobil um die Welt. Anja übergibt sie zuvor ein Familienandenken, dass sie von ihrer Mutter bekommen hatte: ein zu einem Armband geformter silberner Löffel.

## Hintergrund
Elli gibt den Löffel ab wurde vom 25. April 2012 bis zum 25. Mai 2012 an Schauplätzen in München gedreht.

## Rezeption

### Einschaltquote
Die Erstausstrahlung von Elli gibt den Löffel ab am 28. Oktober 2012 wurde in Deutschland von 5,91 Millionen Zuschauern gesehen und erreichte einen Marktanteil von 16,1 Prozent für das ZDF.

### Kritiken
Tilmann P. Gangloff urteilte für tittelbach.tv: „Typischer ZDF-Sonntagsfilm: beliebte Darsteller, exotische Schauplätze, gutes Wetter und ein kleines bisschen Drama, das zu keiner Zeit existenzielle Züge annimmt. Wenn sich Michaela May und Charlotte Schwab um ein Erbe auf Capri streiten, kann man sich darauf verlassen, dass die Konflikte ebenso überschaubar sind wie die Handlung. Ein bisschen temporeicher aber hätte Edzard Onneken die Romanverfilmung durchaus inszenieren dürfen.“
Die Kritiker der Fernsehzeitschrift TV Spielfilm zeigten mit dem Daumen zur Seite, die Romanvorlage wurde „locker und mit schlagfertigem Wortwitz verfilmt – schade, dass es bei der finalen Auflösung so schmalzt“. Der Film sei ein „milder Spaß mit (und für?) Jungsenioren“.